# Dekartelizacja
Dekartelizacja – proces likwidacji karteli gospodarczych. Przedsiębiorstwa w kartelach wówczas zostają podzielone na kilka niezależnych spółek oraz ich udziały kapitałowe lub aktywa są wyprzedawane w sposób przymusowy.
Postulat dekartelizacji Niemiec po drugiej wojnie światowej był spowodowany wpływami politycznymi ze Stanów Zjednoczonych. Stanowił jeden z celów wojennych administracji Roosevelta. Zasadniczym celem procesu było wyeliminowanie Niemiec jako rywala przemysłowego i gospodarczego. System kartelowy umożliwiał gospodarcze dorównanie Stanom Zjednoczonym. Każde z trzech mocarstw zachodnich w 1947 roku wydało ustawy o dekartelizacji. Działania dekoncentracyjne dotyczyły głównie przemysłu chemicznego, hutnictwa żelaza i stali oraz bankowości.